# موستینوستات
موستینوستات (به انگلیسی: Mocetinostat) یک ترکیب شیمیایی با شناسه پاب‌کم ۹۸۶۵۵۱۵ است. 